# Уряд Віталія Масола (УРСР)
Уряд Віталія Масола — Рада Міністрів/ уряд УРСР, що діяла з 1987 р. по червень 1990 р. Передостання Рада Міністрів Української РСР і перша після Чорнобильської катастрофи. Уряд Віталія Масола замінив уряд, яким чи не найдовше керував Олександр Ляшко з 1972 року. 16 липня 1987 Віталій Масол замінив Олександра Ляшка у Політичному бюро ЦК КП України.
28 вересня 1989 р. на посту Першого Секретаря ЦК КПУ Щербицького Володимира Васильовича замінив Івашко Володимир Антонович.
4 червня 1990 пост Голови Президії Верховної Ради УРСР як окремий було ліквідовано, а його функції передано Голові Верховної Ради УРСР.
Постановою Верховної Ради Української РСР від 13 червня 1990 р. № 17-XII було взято до відома заяву Ради Міністрів Української РСР про складення своїх повноважень перед новообраною Верховною Радою Української РСР ХІІ скликання. Раді Міністрів Української РСР доручено продовжувати виконання своїх обов'язків до затвердження Верховною Радою Української РСР нової Ради Міністрів Української РСР.
Відповідно до статті 116 Конституції Української РСР від 20 квітня 1978 р. до складу Ради Міністрів Української РСР входили Голова Ради Міністрів, перші заступники та заступники Голови, міністри Української РСР, голови державних комітетів Української РСР. За поданням Голови Ради Міністрів Української РСР Верховна Рада Української РСР могла включити до складу Уряду Української РСР керівників інших органів і організацій Української РСР.
Згідно зі статтею 33 Закону Української РСР від 19 грудня 1978 р. № 4157-IX «Про Раду Міністрів Української РСР» до складу Ради Міністрів Української РСР в установленому порядку включався Керуючий справами Ради Міністрів Української РСР.

## Склад Ради Міністрів
- Масол Віталій Андрійович — Голова Ради Міністрів Української РСР (10 липня 1987)
- Коломієць Юрій Панасович — Перший заступник голови Ради Міністрів Української РСР (28 травня 1980 р. — 1990 р.) — Голова Держагропрому УРСР (26 листопада 1985 — 20 жовтня 1989 року)
- Ткаченко Олександр Миколайович — перший заступник Голови Держагропрому УРСР (3 грудня 1985 — 20 жовтня 1989) — Міністр сільського господарства УРСР (6 липня 1982 — 20 жовтня 1989) — Голова Держагропрому УРСР (20 жовтня 1989 — 30 липня 1990 року)
- Борисовський Володимир Захарович — Заступник Голови Ради Міністрів Української РСР (з 1987 р.) з питань будівництва
- Фокін Вітольд Павлович — Заступник Голови Ради Міністрів Української РСР — Голова Держплану УРСР (з 21 липня 1987 р. — серпень 1990)
- Масик Костянтин Іванович — Заступник Голови Ради Міністрів Української РСР (липня 1989 р. — 3 серпня 1990 р., № 144-XII)
- Статінов Анатолій Сергійович — Перший заступник Голови Ради Міністрів Української РСР (з 14 грудня 1989 р.), міністр торгівлі Української РСР
- Урчукін Віктор Григорович — Заступник Голови Ради Міністрів Української РСР (з 19 червня 1987 р.) з питань зовнішньоекономічних зв'язків, машинобудування і конверсії
- Гладуш Віктор Дмитрович — Заступник Голови Ради Міністрів Української РСР (з 20 серпня 1987 р.) з питань галузей важкої промисловості
- Пєхота Володимир Юлійович — Керуючий справами Ради Міністрів Української РСР (з 23 листопада 1988 р.)
- Слєпічев Олег Іванович — Міністр торгівлі Української РСР (з 14 грудня 1989 р.)
- Спіженко Юрій Прокопович — Міністр охорони здоров'я Української РСР (з 10 листопада 1989 р.)
- Мінченко Анатолій Каленикович — Голова Державного комітету Української РСР із матеріально-технічного постачання (з 13 липня 1989 р.)
- Скляров Віталій Федорович — Міністр енергетики і електрифікації Української РСР (з 11 травня 1982 р., № 75-XII)
- Голушко Микола Михайлович — Голова Комітету державної безпеки Української РСР (з 25 травня 1987 р.)
- Борисенко Микола Іванович — Голова Державного комітету Української РСР із статистики (з 23 грудня 1987 р.)
- Гладуш Іван Дмитрович — Міністр внутрішніх справ Української РСР (з 15 червня 1982 р.)
- Шевченко Олександр Тихонович — Міністр промисловості будівельних матеріалів Української РСР (з 23 листопада 1979 р.)
- Охмакевич Микола Федорович — Голова Державного комітету Української РСР із телебачення і радіомовлення (з 11 грудня 1979 р.)
- Лук'яненко Олександра Михайлівна — Міністр соціального забезпечення Української РСР (з 19 березня 1979 р.)
- Кравець Володимир Олексійович — Міністр закордонних справ Української РСР (з 29 грудня 1984 р.)
- Самоплавський Валерій Іванович — Міністр лісового господарства Української РСР (з 29 квітня 1987 р.)
- Компанець Микола Прокопович — Міністр хлібопродуктів Української РСР (з 23 серпня 1988 р.)
- Ткач Василь Миколайович — Міністр меліорації і водного господарства Української РСР (з 26 грудня 1984 р.)
- Волков Павло Порфирович — Міністр транспорту Української РСР (з 15 липня 1988 р.)
- Дяченко Юрій Павлович — Голова Державного комітету Української РСР у справах видавництв, поліграфії і книжкової торгівлі (з 5 серпня 1988 р.)
- Нікітенко Григорій Григорович — Міністр легкої промисловості Української РСР (з 22 січня 1987 р.)
- Штундель Олександр Рудольфович — Міністр монтажних і спеціальних будівельних робіт Української РСР (з 18 вересня 1987 р.)
- Бака Михайло Макарович — Голова комітету Української РСР у справах молоді, фізичної культури і спорту (з грудня 1973 р.)
- Забродін Іван Олександрович — Міністр фінансів Української РСР (з 6 березня 1987 р.)
- Делікатний Володимир Іванович — Міністр зв'язку Української РСР (з 11 січня 1984 р.)
- Зайчук Володимир Гнатович — Міністр юстиції Української РСР (з 6 жовтня 1970 р.)
- Сало Василь Прокопович — Міністр будівництва Української РСР (з 15 вересня 1986 р.)
- Фоменко Михайло Володимирович — Міністр народної освіти Української РСР (з 3 липня 1979 р.)
- Пархоменко Володимир Дмитрович — Міністр вищої і середньої спеціальної освіти Української РСР (з 19 грудня 1984 р.)